# Alger León Moreno
Alger Urke León Moreno (Veracruz, Veracruz, 11 de octubre de 1923 - ?) fue un médico militar y político mexicano, miembro del Partido Revolucionario Institucional (PRI). Fue senador por el estado de Veracruz de 1988 a 1994.

## Biografía
Estudió en la escuela primaria «José María Iglesias», en la Secundaria No. 4 y en la Escuela Nacional Preparatoria, todas en la Ciudad de México. Fue médico egresado de la Escuela Militar de Medicina, donde cursó de 1943 a 1949, y luego cursó su especialidad en el Hospital Central Militar de 1949 a 1954; paralelamente, entre 1949 y 1955 fue docente en la Escuela Militar de Medicina, y en 1957 cursó estudios de posgrado en el Hospital General de Massachusetts.
Fue miembro del PRI desde 1970. Entre octubre de 1970 y enero de 1971 fue director de la Escuela Militar de Medicina. Dejó este cargo para ser nombrado por el presidente Luis Echeverría Álvarez, director general de la Institución Mexicana de Asistencia a la Niñez (IMAN); organismo que era presidido de forma honorífica por la esposa del presidente de México, quien en ese momento era María Esther Zuno, prima hermana de su esposa Alicia Zuno Cárdenas. Permaneció en el cargo hasta el fin del gobierno de Echeverría en 1976.
De 1980 a 1982 fue asesor del secretario de Programación y Presupuesto Miguel de la Madrid Hurtado; y cuando éste asumió como presidente de México a partir de 1982, lo nombró director general de Salud de la Secretaría de Salud, hasta 1986.
En 1988 fue postulado candidato del PRI a Senador por el estado de Veracruz en primera fórmula. Resultó elegido para las Legislaturas LIV y LV de dicho año al de 1994. Al término de este cargo, se retiró al ejercicio de su profesión.